# Brad Parks
Pour les articles homonymes, voir Parks.
Brad Parks, né le 13 juillet 1974 dans le New Jersey, aux États-Unis, est un écrivain américain, auteur de roman policier.

## Biographie
Bien que né au New Jersey, il grandit à Ridgefield, une petite ville du Connecticut.
Il fait des études à la Ridgefield High School, puis au Dartmouth College où il est membre du Phi Beta Kappa. Après ses études, il fait un stage au Washington Post avant d'être affecté au bureau de Manassas, en Virginie. En 1998, il travaille pour le Star-Ledger. Il abandonne le journalisme en 2008 pour se consacrer entièrement à l'écriture.
En 2009, il publie son premier roman, Faces of the Gone, pour lequel il est lauréat du prix Nero 2010 et du prix Shamus 2010 du meilleur premier roman. C'est le premier volume d'une série consacrée à Carter Ross, un journaliste d'investigation pour le Eagle-Examiner à Newark.
Avec le troisième roman de cette série, il remporte le prix Lefty 2013 et, avec le quatrième, le Prix Shamus 2014 du meilleur roman et le prix Lefty 2014.

## Œuvre

### Romans

#### SérieCarter Ross
- Faces of the Gone (2009)
- Eyes of the Innocent (2011)
- The Girl Next Door (2012)
- The Good Cop (2013)
- The Player (2014)
- The Fraud (2015)

#### Autres romans
- Say Nothing (2017)
  - Pas un mot, Éditions Mazarine (2017)  (ISBN 978-2-86374-450-5)
- Closer Than You Know (2018)
- The Last Act (2019)
- Interference (2020)
- Unthinkable (2021)
- The Boundaries We Cross (2024)

### Nouvelles

#### SérieCarter Ross
- The Nightgown (2012)

#### Autres nouvelles
- Dr. Juiceman (2012)
- Two for One (2013)

## Prix et distinctions

### Prix
- Prix Nero 2010 pour Faces of the Gone[1]
- Prix Shamus 2010 du meilleur premier roman pour Faces of the Gone[2]
- Prix Lefty 2013 pour The Girl Next Door[3]
- Prix Shamus 2014 du meilleur roman pour The Good Cop[2]
- Prix Lefty 2014 pour The Good Cop[3]